# Liste des épisodes de La Ligue des justiciers
Cette liste présente la liste des épisodes de la série d'animation américaine La Ligue des justiciers puis La Nouvelle Ligue des justiciers.

## La Ligue des justiciers (Justice League)

### Première saison (2001-2002)
| N° | #  | Titre                                                            | Réalisation               | Scénario         | Première diffusion                                 |
| --- | -- | ---------------------------------------------------------------- | ------------------------- | ---------------- | -------------------------------------------------- |
| 01 | 01 | L'Invasion (1re partie) Secret Origins, Part 1                   | Dan Riba Butch Lukic (fi) | Rich Fogel       | États-Unis : 17 novembre 2001 sur Cartoon Network  |
| Lors d'une expédition sur Mars, des astronautes ouvrent accidentellement une prison et libèrent ainsi une terrible menace pour la Terre: les Martiens Blancs. |    |                                                                  |                           |                  |                                                    |
| 02 | 02 | L'invasion (2e partie) Secret Origins, Part 2                    | Dan Riba Butch Lukic (fi) | Rich Fogel       | États-Unis : 17 novembre 2001 sur Cartoon Network  |
| Superman et Batman découvrent le Limier Martien J'onn J'onzz. Poursuivis par les Martiens Blancs, ils sont aidés par d'autres super-héros, contactés par la télépathie du Martien Vert. |    |                                                                  |                           |                  |                                                    |
| 03 | 03 | L'invasion (3e partie) Secret Origins, Part 3                    | Dan Riba Butch Lukic (fi) | Rich Fogel       | États-Unis : 17 novembre 2001 sur Cartoon Network  |
| Après le sacrifie de Batman, Green Lantern, Flash, Wonder Woman et J'onn J'onzz tentent de libérer leurs amis, alors que l'Impérium, le maître suprême des Martiens Blancs arrive pour ingérer J'onn J'ozz et en finir avec lui une fois pour toutes. Cet affrontement va mener à la création de la Ligue des Justiciers. |    |                                                                  |                           |                  |                                                    |
| 04 | 04 | Au Cœur de la nuit (1re partie) In Blackest Night, Part 1        | Butch Lukic (fi)          | Stan Berkowitz   | États-Unis : 19 novembre 2001 sur Cartoon Network  |
| Green Lantern, accusé d'avoir détruit une planète tout entière (Ajuris-4), est poursuivi par les Nemrods, des robots créés par les Gardiens d'Oa. |    |                                                                  |                           |                  |                                                    |
| 05 | 05 | Au Cœur de la nuit (2e partie) In Blackest Night, Part 2         | Butch Lukic (fi)          | Stan Berkowitz   | États-Unis : 26 novembre 2001 sur Cartoon Network  |
| Arrivé sur Ajuris-5, Green Lantern doit assister à son procès, défendu par Flash, tandis que Superman, Hawk Girl et Jonn J'ozz enquêtent pour comprendre la vérité... |    |                                                                  |                           |                  |                                                    |
| 06 | 06 | La Menace des Abysses (1re partie) The Enemy Below, Part 1       | Dan Riba                  | Kevin Hopps      | États-Unis : 3 décembre 2001 sur Cartoon Network   |
| L'USS Défiant, SNLE de classe Détroit, est coulé par les Atlantes. La Ligue des Justiciers intervient pour sauver l'équipage et convaincre Aquaman, roi de l'Atlantide, de négocier avec l'Assemblée Mondiale. Seulement, les Atlantes on volé les missiles nucléaires et le plutonium ; et quelqu'un a engagé le tueur à gage Deadshot pour assassiner Aquaman. |    |                                                                  |                           |                  |                                                    |
| 07 | 07 | La Menace des Abysses (2e partie) The Enemy Below, Part 2        | Dan Riba                  | Kevin Hopps      | États-Unis : 10 décembre 2001 sur Cartoon Network  |
| Un coup d'état — mené par le Prince Orm, propre frère d'Aquaman, et le Général Brac, chef des armées — survient dans l'Atlantide. Le roi est fait prisonnier, et Orm compte anéantir les habitants de la surface avec les missiles récupérés dans le sous-marin et une arme alimenté au plutonium. |    |                                                                  |                           |                  |                                                    |
| 08 | 08 | La ligue de l'Injustice (1re partie) Injustice For All, Part 1   | Butch Lukic (fi)          | Stan Berkowitz   | États-Unis : 6 septembre 2002 sur Cartoon Network  |
| Lex Luthor découvrant qu'il a une maladie incurable, décide de créer une alliance de super-méchants, avec Solomon Grundy, Star Sapphire, Copperhead, Cheetah, Shade et Humanite, dans le but de détruire la Ligue des Justiciers. |    |                                                                  |                           |                  |                                                    |
| 09 | 09 | La ligue de l'Injustice (2e partie) Injustice For All, Part 2    | Butch Lukic (fi)          | Stan Berkowitz   | États-Unis : 13 septembre 2002 sur Cartoon Network |
| Batman est capturé par la Ligue de l'Injustice, tandis que le Joker se joint à Luthor. Les Justiciers décident de passer à l'offensive. |    |                                                                  |                           |                  |                                                    |
| 10 | 10 | Paradis Perdu (1re partie) Paradise Lost, Part 1                 | Dan Riba                  | Joseph Kuhr      | États-Unis : 21 janvier 2002 sur Cartoon Network   |
| Pour sauver ses sœurs Amazones transformées en statues de pierre par le maléfique sorcier Faust, Wonder Woman, aidée par la Ligue des Justiciers, doit trouver trois morceaux d'une relique. |    |                                                                  |                           |                  |                                                    |
| 11 | 11 | Paradis Perdu (2e partie) Paradise Lost, Part 2                  | Dan Riba                  | Joseph Kuhr      | États-Unis : 28 janvier 2002 sur Cartoon Network   |
| La relique étant la clé du Tartare, la Ligue doit combattre le dieu Hadès qui se débarrasse rapidement de Faust. |    |                                                                  |                           |                  |                                                    |
| 12 | 12 | L’Aire de Combat (1re partie) War World, Part 1                  | Butch Lukic (fi)          | Stan Berkowitz   | États-Unis : 23 février 2002 sur Cartoon Network   |
| À la suite d'une explosion, Martian Manhunter et Superman sont attrapés par un vaisseau qui les emmène sur un monde de gladiateurs dirigé par Mongul. J'onn parvient à s'enfuir, mais Superman doit affronter dans l'Arène le champion de Mongul, Draga. |    |                                                                  |                           |                  |                                                    |
| 13 | 13 | L’Aire de Combat (2e partie) War World, Part 2                   | Butch Lukic (fi)          | Stan Berkowitz   | États-Unis : 3 mars 2002 sur Cartoon Network       |
| Après sa victoire spectaculaire, Superman devient un héros pour les gladiateurs et la population; au point de devenir plus populaire que Mongul. Celui-ci relève donc le défi posé par Superman, mais il truque le combat: avec une arme assez puissante pour faire sauter une planète pointé sur un monde au hasard, Superman doit perdre pour sauver des innocents. Pendant ce temps, Green Lantern et Hawk Girl cherchent leurs deux compagnons avec l'aide de Draga, tandis que J'onn tente de faire évader Superman. |    |                                                                  |                           |                  |                                                    |
| 14 | 14 | La Cité des Singes (1re partie) The Brave and the Bold, Part 1   | Dan Riba                  | Dwayne McDuffie  | États-Unis : 10 mars 2002 sur Cartoon Network      |
| Un gorille parlant nommé Solovar sème la pagaille dans Central City. Il s'avère qu'il est membre de la sécurité de la Cité des Singes et qu'il cherche Gorilla Grodd pour l'empêcher de mettre ses plans malfaisant à exécution. |    |                                                                  |                           |                  |                                                    |
| 15 | 15 | La Cité des Singes (2e partie) The Brave and the Bold, Part 2    | Dan Riba                  | Dwayne McDuffie  | États-Unis : 17 mars 2002 sur Cartoon Network      |
| Grodd a isolé Central City et fait apparaître la Cité des Singes. Alors que Superman, Hawkgirl, Batman, Jonn Jozz et Wonder Woman vont y chercher de l'aide pour arrêter Grodd, non sans peine; ce dernier lance une attaque nucléaire contre sa cité, qu'il avait juré de détruire. |    |                                                                  |                           |                  |                                                    |
| 16 | 16 | Vengeance (1re partie) Fury, Part 1                              | Butch Lukic (fi)          | Stan Berkowitz   | États-Unis : 7 avril 2002 sur Cartoon Network      |
| Une attaque bactériologique est lancés contre Gotham City, une attaque qui n'affecte que les hommes. Alors que la Ligue tente d'enrayer l'épidémie, Wonder Woman découvre que la responsable n'est autre qu'une Amazone, Aresia. |    |                                                                  |                           |                  |                                                    |
| 17 | 17 | Vengeance (2e partie) Fury, Part 2                               | Butch Lukic (fi)          | Stan Berkowitz   | États-Unis : 14 avril 2002 sur Cartoon Network     |
| Alors que la maladie se répand, La Reine Hyppolita de Themyscira, la mère de Wonder Woman, vient en personne dans le monde des Hommes pour mettre un terme aux agissements d'Aresia. |    |                                                                  |                           |                  |                                                    |
| 18 | 18 | Légende (1re partie) Legends, Part 1                             | Dan Riba                  | Andrew Kreisberg | États-Unis : 21 avril 2002 sur Cartoon Network     |
| Une partie de la Ligue est envoyé dans une autre dimension, à la suite d'une explosion. Ils rencontrent la Guilde des Justiciers, une équipe de super-héros que Green Lantern semble très bien connaître. |    |                                                                  |                           |                  |                                                    |
| 19 | 19 | Légende (2e partie) Legends, Part 2                              | Dan Riba                  | Andrew Kreisberg | États-Unis : 28 avril 2002 sur Cartoon Network     |
| Alors que la Guilde de l'Injustice a capturé Flash et Black Siren, HawkGirl et Green Lantern se rendent compte que la dimension dans laquelle ils sont tombés comporte beaucoup trop d'incohérence pour être réelle... |    |                                                                  |                           |                  |                                                    |
| 20 | 20 | Le Chevalier de l’ombre (1re partie) A Knight of Shadows, Part 1 | Butch Lukic (fi)          | Keith Damron     | États-Unis : 20 septembre 2002 sur Cartoon Network |
| Morgan et son fils Mordred cherchent la pierre philosophale pour obtenir le pouvoir de remodeler la réalité, ce qui oblige Batman et la Ligue à se joindre au démon Etrigan pour les combattre |    |                                                                  |                           |                  |                                                    |
| 21 | 21 | Le Chevalier de l’ombre (2e partie) A Knight of Shadows, Part 2  | Butch Lukic (fi)          | Keith Damron     | États-Unis : 27 septembre 2002 sur Cartoon Network |
| Morgane a enfermé Jonn J'ozz dans une illusion afin de le retourner contre la Ligue et permettre à la sorcière de prendre le pouvoir |    |                                                                  |                           |                  |                                                    |
| 22 | 22 | Metamorpho (1re partie) Metamorphosis, Part 1                    | Dan Riba                  | Len Uhley        | États-Unis : 4 octobre 2002 sur Cartoon Network    |
| Stagg Industries a mis au point un nouveau produit qui permettrait à ses employés se trouvant en situation dangereuse de survivre. Mais quand Simon Stagg apprend qu'un de ses employés compte se fiancer avec sa fille, il s'arrange pour que ledit employé soit infecté par une version encore instable du produit, ce qui le transforme en Metamorpho. |    |                                                                  |                           |                  |                                                    |
| 23 | 23 | Metamorpho (2e partie) Metamorphosis, Part 2                     | Dan Riba                  | Len Uhley        | États-Unis : 11 octobre 2002 sur Cartoon Network   |
| Stagg a manipulé Métamorpho et lui a fait croire que la Ligue est responsable de son état. Les Justiciers doivent donc neutraliser et convaincre Metamorpho que Stagg lui a menti. |    |                                                                  |                           |                  |                                                    |
| 24 | 24 | Le Règne de Savage (1re partie) The Savage Time, Part 1          | Dan Riba Butch Lukic (fi) | Stan Berkowitz   | États-Unis : 9 novembre 2002 sur Cartoon Network   |
| Au cours d'une mission, la Ligue des Justicier est prise dans une violente onde de choc qui les envoie dans une temporalité alternative et parallèle où le monde est sous la botte d'un régime totalitaire dirigé par Vandal Savage. |    |                                                                  |                           |                  |                                                    |
| 25 | 25 | Le Règne de Savage (2e partie) The Savage Time, Part 2           | Dan Riba Butch Lukic (fi) | Stan Berkowitz   | États-Unis : 9 novembre 2002 sur Cartoon Network   |
| La Ligue des Justiciers a remonté le temps en 1945 afin de lutter contre Vandal Savage, mais ils se retrouvent face à des armes de haute technologie, bien plus avancées que tout ce qui pouvait se concevoir à l'époque. |    |                                                                  |                           |                  |                                                    |
| 26 | 26 | Le Règne de Savage (3e partie) The Savage Time, Part 3           | Dan Riba Butch Lukic (fi) | Stan Berkowitz   | États-Unis : 9 novembre 2002 sur Cartoon Network   |
| La Ligue a découvert le sinistre plan de Vandal Savage: envahir les États-Unis. Ils doivent tenter le tout pour le tout afin de faire s'effondrer le régime de Savage. |    |                                                                  |                           |                  |                                                    |

### Deuxième saison (2003-2004)
| N° | #  | Titre                                                          | Réalisation               | Scénario                          | Première diffusion                                 |
| --- | -- | -------------------------------------------------------------- | ------------------------- | --------------------------------- | -------------------------------------------------- |
| 27 | 01 | Le Crépuscule (1re partie) Twilight, Part 1                    | Dan Riba Butch Lukic (fi) | Rich Fogel et Bruce Timm          | États-Unis : 5 juillet 2003 sur Cartoon Network    |
| Alors qu'Apokolips est encore une fois en conflit avec New Genesis, Brainiac, un extraterrestre destructeur de mondes, en profite pour attaquer la planète de Darkseid, ce qui oblige ce dernier à demander l'aide de la Ligue des Justiciers. |    |                                                                |                           |                                   |                                                    |
| 28 | 02 | Le Crépuscule (2e partie) Twilight, Part 2                     | Dan Riba Butch Lukic (fi) | Rich Fogel et Bruce Timm          | États-Unis : 5 juillet 2003 sur Cartoon Network    |
| Superman, Hawkgirl et Jonn J'ozz ont été capturés par Brainiac, qui s'avère être le partenaire de Darkseid. Pendant ce temps, Batman et Wonder Woman se rendent sur New Genesis pour trouver Orion, le fils de Darkseid. |    |                                                                |                           |                                   |                                                    |
| 29 | 03 | Table Rase (1re partie) Tabula Rasa, Part 1                    | Dan Riba                  | Stan Berkowitz                    | États-Unis : 4 octobre 2003 sur Cartoon Network    |
| Après un combat contre la Ligue, Lex Luthor décide d'utiliser une arme de son ami le professeur Ivo : AMAZO, un androïde pouvant "copier" les pouvoirs des membres de la Ligue des Justiciers. |    |                                                                |                           |                                   |                                                    |
| 30 | 04 | Table Rase (2e partie) Tabula Rasa, Part 2                     | Dan Riba                  | Stan Berkowitz                    | États-Unis : 4 octobre 2003 sur Cartoon Network    |
| La ligue se révèle impuissante face à AMAZO, et en plus, Jonn Jo'ozz a disparu. Pourtant, Martian Manhunter pourrait bien être la solution face à la menace que doit affronter la Ligue. |    |                                                                |                           |                                   |                                                    |
| 31 | 05 | Cauchemar (1re partie) Only a Dream, Part 1                    | Butch Lukic (fi)          | Stan Berkowitz                    | États-Unis : 11 octobre 2003 sur Cartoon Network   |
| John D., un détenu dont la femme est allé finalement voir ailleurs après un énième refus de liberté conditionnelle, décide d'utiliser une machine expérimentale présente dans la prison pour se doter de facultés extrasensorielles. |    |                                                                |                           |                                   |                                                    |
| 32 | 06 | Cauchemar (2e partie) Only a Dream, Part 2                     | Butch Lukic (fi)          | Stan Berkowitz                    | États-Unis : 11 octobre 2003 sur Cartoon Network   |
| John D., qui s'est rebaptisé Docteur Destiny, s'est introduit dans les rêves des membres de la Ligue des Justiciers et les transforme en cauchemar dont ils ne peuvent pas se réveiller. Pour s'en sortir, ils devront faire face à leurs peurs les plus profondes et les accepter. |    |                                                                |                           |                                   |                                                    |
| 33 | 07 | Demoiselle d’honneur (1re partie) Maid of Honor, Part 1        | Dan Riba                  | Dwayne McDuffie                   | États-Unis : 18 octobre 2003 sur Cartoon Network   |
| Wonder Woman se retrouve à se lier d'amitié avec Audrey, la princesse héritière de Kasnie. Celle-ci compte bien s'amuser une dernière fois avant son mariage arrangé... avec Vandal Savage. |    |                                                                |                           |                                   |                                                    |
| 34 | 08 | Demoiselle d’honneur (2e partie) Maid of Honor, Part 2         | Dan Riba                  | Dwayne McDuffie                   | États-Unis : 18 octobre 2003 sur Cartoon Network   |
| Le Roi de Kasnie est paralysé, et Audrey, en plus de lui avoir succédé sur le trône, a épousé Savage. Ce dernier peut donc lancer son plan de domination globale. Pendant qu'il coule le porte-avions USS Havington, Batman et Wonder Woman s'efforcent de le stopper tandique que Martian Manhunter, Flash et Green Lantern s'occupent de sa nouvelle super-arme |    |                                                                |                           |                                   |                                                    |
| 35 | 09 | Résistance (1re partie) Hearts and Minds, Part 1               | Butch Lukic (fi)          | Keith Damron                      | États-Unis : 25 octobre 2003 sur Cartoon Network   |
| Les Green Lanterns se retrouvent face à une menace qu'ils se révèlent incapable d'affronter: le Troisième Œil, un culte fanatique mené par Despero, dont les pouvoirs surclassent largement ceux super-héros. |    |                                                                |                           |                                   |                                                    |
| 36 | 10 | Résistance (2e partie) Hearts and Minds, Part 2                | Butch Lukic (fi)          | Keith Damron                      | États-Unis : 25 octobre 2003 sur Cartoon Network   |
| Despero a trouvé le moyen de donner à ses troupes son pouvoir, les Flammes de Pytar, et les a lancé à la conquête de l'Univers. La Ligue des Justiciers devra tenter le tout pour le tout afin d'enrayer cette menace plus grande que jamais. |    |                                                                |                           |                                   |                                                    |
| 37 | 11 | Un monde meilleur (1re partie) A Better World, Part 1          | Dan Riba                  | Stan Berkowitz                    | États-Unis : 1er novembre 2003 sur Cartoon Network |
| Dans une dimension parallèle, une alliance de super-héros se faisant appeler les Seigneurs de Justice et ressemblant aux membres de la Ligue des Justiciers de la Terre, décident de débarquer dans notre dimension et imposer leur régime autoritaire. |    |                                                                |                           |                                   |                                                    |
| 38 | 12 | Un monde meilleur (2e partie) A Better World, Part 2           | Dan Riba                  | Stan Berkowitz                    | États-Unis : 1er novembre 2003 sur Cartoon Network |
| La Ligue des Justicier est prisonnières des Seigneurs de la Justice — lesquels ont profité d'un coup d'éclat en lobotomisant Dommsday pour gagner en popularité et amener petit à petit leur régime — et doit convaincre le Batman de la dimension parallèle de l'erreur de la voie qu'il a emprunté. |    |                                                                |                           |                                   |                                                    |
| 39 | 13 | Éclipse (1re partie) Eclipsed, Part 1                          | Dan Riba                  | Joseph Kuhr                       | États-Unis : 8 novembre 2003 sur Cartoon Network   |
| Au cours d'une mission visant à capturer un seigneur de la guerre local, une unité militaire met la main sur un artéfact maléfique, le Diamant Noir, qui les pousse à tout faire pour anéantir l'Humanité. Pendant ce temps, Flash donne de par sa maladresse une très mauvaise image de la Ligue des Justiciers. |    |                                                                |                           |                                   |                                                    |
| 40 | 14 | Éclipse (2e partie) Eclipsed, Part 2                           | Dan Riba                  | Joseph Kuhr                       | États-Unis : 8 novembre 2003 sur Cartoon Network   |
| Le Diamant Noir a infecté la Ligue des Justiciers, qui mettent tout en œuvre pour détruire le Soleil. Le seul à ne pas avoir été contaminé et à pouvoir les arrêter n'est autre que Flash. |    |                                                                |                           |                                   |                                                    |
| 41 | 15 | La Terreur de l'au-delà (1re partie) The Terror Beyond, Part 1 | Butch Lukic (fi)          | Dwayne McDuffie                   | États-Unis : 15 novembre 2003 sur Cartoon Network  |
| Alors que Solomon Grundy est poursuivi par l'Armée, Aquaman intervient et l’emmène voir le Dr Fate pour une mission secrète. Parallèlement, des créatures aquatiques géantes attaquent la surface, et la Ligue se met en quête d'Aquaman pour obtenir des explications |    |                                                                |                           |                                   |                                                    |
| 42 | 16 | La Terreur de l'au-delà (2e partie) The Terror Beyond, Part 2  | Butch Lukic (fi)          | Dwayne McDuffie                   | États-Unis : 15 novembre 2003 sur Cartoon Network  |
| Les Ancestraux, des créatures maléfiques, ont réussi à passer de leur dimension à la nôtre, et la Ligue doit joindre ses efforts à ceux du Dr Fate pour enrayer cette menace... |    |                                                                |                           |                                   |                                                    |
| 43 | 17 | La Société Secrète (1re partie) Secret Society, Part 1         | Dan Riba                  | Stan Berkowitz                    | États-Unis : 22 novembre 2003 sur Cartoon Network  |
| Une nouvelle fois, la Ligue des Justiciers est ciblée par un gang de criminels — dirigés cette fois-ci par Gorilla Grodd — nommé la Société Secrète. C'est au cours de cet affrontement que les justiciers réalisent qu'ils ne sont pas aussi coordonnés que leurs adversaires. |    |                                                                |                           |                                   |                                                    |
| 44 | 18 | La Société Secrète (2e partie) Secret Society, Part 2          | Dan Riba                  | Stan Berkowitz                    | États-Unis : 22 novembre 2003 sur Cartoon Network  |
| À la suite de son échec retentissant face à la Société Secrète, la Ligue s'est dissoute, et chacun part de son côté. Divisés, les justiciers sont des cibles faciles pour le gang de criminels et se font capturer. Leur unique chance de s'en sortir est d'apprendre à travailler réellement comme une équipe. |    |                                                                |                           |                                   |                                                    |
| 45 | 19 | Deuil (1re partie) Hereafter, Part 1                           | Butch Lukic (fi)          | Dwayne McDuffie                   | États-Unis : 29 novembre 2003 sur Cartoon Network  |
| Toyman, Livewire, Weather Wizard, Calibak et Metallo s'unissent pour vaincre Superman, et finissent par le désintégrer. La Ligue doit faire le deuil de l'Homme d'Acier, tandis que les criminels se déchainent pour mettre le monde à feu et à sang. |    |                                                                |                           |                                   |                                                    |
| 46 | 20 | Deuil (2e partie) Hereafter, Part 2                            | Butch Lukic (fi)          | Dwayne McDuffie                   | États-Unis : 29 novembre 2003 sur Cartoon Network  |
| L'arme que Toyman a utilisé pour désintégrer Superman était en réalité un téléporteur, qui a envoyé l'Homme d'Acier dans le futur, où la Terre est sous un soleil rouge et où ses pouvoirs son inopérants. Privé de ses pouvoirs, Superman doit trouver un moyen de rentrer dans son époque avec l'aide de Vandal Savage. |    |                                                                |                           |                                   |                                                    |
| 47 | 21 | Royal Flush (1re partie) Wild Cards, Part 1                    | Butch Lukic (fi)          | Stan Berkowitz et Dwayne McDuffie | États-Unis : 6 décembre 2003 sur Cartoon Network   |
| Le Joker place plusieurs bombes dans Las Vegas et défie la Ligue des Justiciers de les désamorcer dans le temps imparti tout en combattant les membres du Gang du Royal Flush. |    |                                                                |                           |                                   |                                                    |
| 48 | 22 | Royal Flush (2e partie) Wild Cards, Part 2                     | Butch Lukic (fi)          | Stan Berkowitz et Dwayne McDuffie | États-Unis : 6 décembre 2003 sur Cartoon Network   |
| Green Lantern a été grièvement blessé par une bombe, et Hawk Girl doit l'emmener aux urgences. Pendant ce temps Superman, Batman et Flash continuent leur traque des bombes, mais le Joker a prévu un plan de secours... |    |                                                                |                           |                                   |                                                    |
| 49 | 23 | Joie et Sérénité Comfort and Joy                               | Butch Lukic (fi)          | Paul Dini                         | États-Unis : 13 décembre 2003 sur Cartoon Network  |
| Les justiciers fêtent Noël chacun à leur manière. |    |                                                                |                           |                                   |                                                    |
| 50 | 24 | La Croisée des étoiles (1re partie) Starcrossed, Part 1        | Butch Lukic (fi)          | Rich Fogel                        | États-Unis : 29 mai 2004 sur Cartoon Network       |
| Un vaisseau gordanien attaque la ville, mais les Thanagariens, le peuple de Hawkgirl, interviennent pour enrayer l'attaque et proposer une alliance stratégique avec la Terre pour résister à l'attaque prochaine des Gordaniens. Par ailleurs, le chef de la force d'intervention, le Commandant Hro Talak, n'est autre que le promis de Hawkgirl. |    |                                                                |                           |                                   |                                                    |
| 51 | 25 | La Croisée des étoiles (2e partie) Starcrossed, Part 2         | Dan Riba                  | Rich Fogel                        | États-Unis : 29 mai 2004 sur Cartoon Network       |
| Hawkgirl s'est retournée contre ses coéquipiers, et les Thanagariens ont lancé l'invasion de la Terre afin d'obtenir un avantage stratégique dans leur guerre contre les Gordaniens. La Ligue, prisonnière, s'évade et doit réussir à découvrir les plans des Thanagariens. |    |                                                                |                           |                                   |                                                    |
| 52 | 26 | La Croisée des étoiles (3e partie) Starcrossed, Part 3         | Butch Lukic (fi)          | Dwayne McDuffie                   | États-Unis : 29 mai 2004 sur Cartoon Network       |
| Hawkgirl découvre avec horreur le plan final des Thanagariens: ils comptent se servir de la Terre pour mettre en place une dérivation hyperspatiale qui leur permettra d'attaquer au cœur du territoire gordanien, mais qui détruira la planète dans le processus. Elle prévient les justiciers — qui préparent leur contre-offensive — mais elle est découverte et mise au arrêts pour trahison. Chaque membre de la Ligue devra sacrifier tout ce qu'il a pour mettre un terme à la plus terrible menace que le monde ait jamais connu. |    |                                                                |                           |                                   |                                                    |

## La Nouvelle Ligue des justiciers (Justice League Unlimited)

### Troisième saison (2004-2005)
| N° | #  | Titre | Réalisation             | Scénario         | Première diffusion                                 |
| --- | -- | --- | ----------------------- | ---------------- | -------------------------------------------------- |
| 53 | 01 | Initiation | Joaquim Dos Santos (en) | Stan Berkowitz   | États-Unis : 31 juillet 2004 sur Cartoon Network   |
| Après l'invasion des Thanagariens, la Ligue des Justiciers s'est considérablement étendue. Avec Capitaine Atome, Supergirl et Green Lantern, Green Arrow part en Chine, où règne une menace nucléaire... |    | |                         |                  |                                                    |
| 54 | 02 | Un cadeau empoisonné For the Man Who Has Everything                                                             | Dan Riba                | J. M. DeMatteis  | États-Unis : 7 août 2004 sur Cartoon Network       |
| Dans la Forteresse de Solitude, Batman et Wonder Woman trouvent un Superman immobilisé par un bien particulier cadeau d’anniversaire offert par Mongul… |    | |                         |                  |                                                    |
| 55 | 03 | Hawk et Dove Hawk and Dove                                                                                      | Joaquim Dos Santos (en) | Henry Gilroy     | États-Unis : 14 août 2004 sur Cartoon Network      |
| Wonder Woman — avec l’aide de Hawk et Dove, deux frères, l’un pacifiste, l’autre plus belliqueux — tente de régler une guerre civile en Kasnie attisé par Ares, dieu de la guerre… |    | |                         |                  |                                                    |
| 56 | 04 | Parallèle terrifiant Fearful Symmetry                                                                           | Joaquim Dos Santos (en) | Robert Goodman   | États-Unis : 21 août 2004 sur Cartoon Network      |
| Supergirl est hantée chaque nuit par d’horribles cauchemars, dans lesquels elle est une meurtrière monstrueuse. Elle demande à Green Arrow et à Question de l’aider. Les cauchemars se révèlent alors plus réels que la jeune fille ne le pensait…                                                                                       |    | |                         |                  |                                                    |
| 57 | 05 | Jeux d'enfants Kid Stuff                                                                                        | Dan Riba                | Paul Dini        | États-Unis : 28 août 2004 sur Cartoon Network      |
| Mordred, exaspéré d'entendre sa mère Morgane lui dicter sa conduite, envoie tous les adultes du monde — sa propre mère incluse — errer dans les Limbes. La seule solution pour l'arrêter est que les membres de la Ligue des justiciers retrouvent leur apparence d'adolescents, de manière à retourner sur Terre et stopper le sorcier. |    | |                         |                  |                                                    |
| 58 | 06 | Un tour de cochon This Little Piggy                                                                             | Dan Riba                | Robert Goodman   | États-Unis : 4 septembre 2004 sur Cartoon Network  |
| Batman et Zatanna doivent s’unir contre Circé, la magicienne qui a transformé Wonder Woman… en cochon ! |    | |                         |                  |                                                    |
| 59 | 07 | Le Retour de l'androïde The Return                                                                              | Dan Riba                | Andrew Kreisberg | États-Unis : 11 septembre 2004 sur Cartoon Network |
| AMAZO, le droide de feu le Dr Ivo, revient de son exil volontaire pour régler ses comptes avec Luthor. Juste avant, il a détruit la Planète Oha et le Corps des Green Lantern. |    | |                         |                  |                                                    |
| 60 | 08 | Une merveilleuse histoire The Greatest Story Never Told                                                         | Joaquim Dos Santos (en) | J. M. DeMatteis  | États-Unis : 18 septembre 2004 sur Cartoon Network |
| Alors que la Ligue combat Mordru au milieu de Metropolis, Booster Gold — super-héros venu du 25e siècle — quitte son poste et tente lui aussi d'accomplir des exploits… |    | |                         |                  |                                                    |
| 61 | 09 | L'Ultimatum Ultimatum                                                                                           | Joaquim Dos Santos (en) | J. M. DeMatteis  | États-Unis : 4 décembre 2004 sur Cartoon Network   |
| Une nouvelle équipe de super-héros, les Ultramen, fait les gros titres. Ce que tout le monde ignore, c'est qu'elle est employé en secret par l'ARGUS, qui l'a également crée pour pouvoir être utilisé contre la Ligue des Justiciers si elle devait mal tourner. Sauf que ce sont les Utramen qui tournent mal...                       |    | |                         |                  |                                                    |
| 62 | 10 | Le Cœur noir Dark Heart                                                                                         | Dan Riba                | Warren Ellis     | États-Unis : 11 décembre 2004 sur Cartoon Network  |
| La Terre fait l'objet d'une incursion par des machines recourant à la nanotechnologie. Même la Ligue des Justiciers a toutes les peines du monde à ralentir leur avance. Leur dernier espoir est Ray Palmer, spécialiste mondial de la nanotechnologie.                                                                                  |    | |                         |                  |                                                    |
| 63 | 11 | La Mort qui marche Wake the Dead                                                                                | Joaquim Dos Santos (en) | Dwayne McDuffie  | États-Unis : 18 décembre 2004 sur Cartoon Network  |
| Des étudians ressuscitent accidentellement Solomon Grundy au cours d'un rituel satanique. Dernière apparition de l'androïde AMAZO du professeur Ivo. |    | |                         |                  |                                                    |
| 64 | 12 | Il était une fois dans le futur [1/2] : Contes du Far-West The Once and Future Thing: Weird Western Tales [1/2] | Dan Riba                | Dwayne McDuffie  | États-Unis : 22 janvier 2005 sur Cartoon Network   |
| La Ligue des Justiciers est envoyé dans le passé, à l'époque du Far West |    | |                         |                  |                                                    |
| 65 | 13 | Il était une fois dans le futur [2/2] : Les Désordres du Temps The Once and Future Thing: Time, Warped [2/2]    | Joaquim Dos Santos (en) | Dwayne McDuffie  | États-Unis : 29 janvier 2005 sur Cartoon Network   |
| Après avoir été envoyés dans le passé, les justiciers se retrouvent dans le futur et doivent trouver le moyen de revenir à leur époque. |    | |                         |                  |                                                    |

### Quatrième saison (2005)
| N°                                                                                     | #  | Titre                                       | Réalisation             | Scénario                        | Première diffusion                               |
| -------------------------------------------------------------------------------------- | -- | ------------------------------------------- | ----------------------- | ------------------------------- | ------------------------------------------------ |
| 66                                                                                     | 01 | Le Chat et le Canari The Cat and the Canary | Joaquim dos Santos (en) | Bobby Goodman (en)              | États-Unis : 5 février 2005 sur Cartoon Network  |
|                                                                                        |    |                                             |                         |                                 |                                                  |
| 67                                                                                     | 02 | Émancipation The Ties That Bind             | Dan Riba                | Jim Steranko J. M. DeMatteis    | États-Unis : 12 février 2005 sur Cartoon Network |
|                                                                                        |    |                                             |                         |                                 |                                                  |
| 68                                                                                     | 03 | Contre pouvoir The Doomsday Sanction        | Dan Riba                | Bobby Goodman (en)              | États-Unis : 17 février 2005 sur Cartoon Network |
|                                                                                        |    |                                             |                         |                                 |                                                  |
| 69                                                                                     | 04 | Unité spéciale X Task Force X               | Joaquim dos Santos (en) | Darwyn Cooke                    | États-Unis : 21 mai 2005 sur Cartoon Network     |
|                                                                                        |    |                                             |                         |                                 |                                                  |
| 70                                                                                     | 05 | Le Bien et le Chaos The Balance             | Dan Riba                | Dwayne McDuffie                 | États-Unis : 28 mai 2005 sur Cartoon Network     |
|                                                                                        |    |                                             |                         |                                 |                                                  |
| 71                                                                                     | 06 | Rendez-vous avec le passé Double Date       | Joaquim dos Santos (en) | Gail Simone                     | États-Unis : 4 juin 2005 sur Cartoon Network     |
|                                                                                        |    |                                             |                         |                                 |                                                  |
| 72                                                                                     | 07 | Lexor City Clash                            | Dan Riba                | Dwayne McDuffie J. M. DeMatteis | États-Unis : 11 juin 2005 sur Cartoon Network    |
|                                                                                        |    |                                             |                         |                                 |                                                  |
| 73                                                                                     | 08 | La Traque Hunter's Moon                     | Joaquim dos Santos (en) | Dwayne McDuffie                 | États-Unis : 18 juin 2005 sur Cartoon Network    |
|                                                                                        |    |                                             |                         |                                 |                                                  |
| 74                                                                                     | 09 | Question d'autorité Question Authority      | Dan Riba                | Dwayne McDuffie                 | États-Unis : 25 juin 2005 sur Cartoon Network    |
|                                                                                        |    |                                             |                         |                                 |                                                  |
| 75                                                                                     | 10 | Situation explosive Flashpoint              | Joaquim dos Santos (en) | Dwayne McDuffie                 | États-Unis : 2 juillet 2005 sur Cartoon Network  |
|                                                                                        |    |                                             |                         |                                 |                                                  |
| 76                                                                                     | 11 | Panique dans le ciel Panic in the Sky       | Dan Riba                | Dwayne McDuffie                 | États-Unis : 9 juillet 2005 sur Cartoon Network  |
|                                                                                        |    |                                             |                         |                                 |                                                  |
| 77                                                                                     | 12 | Unis pour le pire Divided We Fall           | Joaquim dos Santos (en) | Dwayne McDuffie                 | États-Unis : 16 juillet 2005 sur Cartoon Network |
|                                                                                        |    |                                             |                         |                                 |                                                  |
| 78                                                                                     | 13 | Épilogue Epilogue                           | Dan Riba                | Bruce Timm Dwayne McDuffie      | États-Unis : 23 juillet 2005 sur Cartoon Network |
| À l'origine, cette saison devait être la dernière comme le montre le titre : Épilogue. |    |                                             |                         |                                 |                                                  |

### Cinquième saison (2005-2006)
| N° | #  | Titre                                                  | Réalisation             | Scénario                        | Première diffusion                                 |
| -- | -- | ------------------------------------------------------ | ----------------------- | ------------------------------- | -------------------------------------------------- |
| 79 | 01 | Je suis Légion I Am Dead                               | Joaquim dos Santos (en) | Dwayne McDuffie                 | États-Unis : 17 septembre 2005 sur Cartoon Network |
|    |    |                                                        |                         |                                 |                                                    |
| 80 | 02 | Réincarnation Shadow of the Hawk                       | Dan Riba                | Dwayne McDuffie J. M. DeMatteis | États-Unis : 17 septembre 2005 sur Cartoon Network |
|    |    |                                                        |                         |                                 |                                                    |
| 81 | 03 | Voyage au centre de la Terre Chaos at the Earth's Core | Joaquim dos Santos (en) | Matt Wayne                      | États-Unis : 24 septembre 2005 sur Cartoon Network |
|    |    |                                                        |                         |                                 |                                                    |
| 82 | 04 | La Légende du prince invincible To Another Shore       | Dan Riba                | Dwayne McDuffie                 | États-Unis : 24 septembre 2006 sur Cartoon Network |
|    |    |                                                        |                         |                                 |                                                    |
| 83 | 05 | Gloire éphémère Flash and Substance                    | Joaquim dos Santos (en) | Matt Wayne                      | États-Unis : 11 février 2006 sur Cartoon Network   |
|    |    |                                                        |                         |                                 |                                                    |
| 84 | 06 | Passation de pouvoir Dead Reckoning                    | Dan Riba                | Dwayne McDuffie                 | États-Unis : 18 février 2006 sur Cartoon Network   |
|    |    |                                                        |                         |                                 |                                                    |
| 85 | 07 | Le Sens du devoir Patriot Act                          | Joaquim dos Santos (en) | Matt Wayne                      | États-Unis : 25 février 2006 sur Cartoon Network   |
|    |    |                                                        |                         |                                 |                                                    |
| 86 | 08 | Remplacement temporaire The Great Brain Robbery        | Dan Riba                | Dwayne McDuffie Matt Wayne      | États-Unis : 4 mars 2006 sur Cartoon Network       |
|    |    |                                                        |                         |                                 |                                                    |
| 87 | 09 | Règlements de compte Grudge Match                      | Joaquim dos Santos (en) | Matt Wayne J. M. DeMatteis      | États-Unis : 11 mars 2006 sur Cartoon Network      |
|    |    |                                                        |                         |                                 |                                                    |
| 88 | 10 | Voyage dans le futur Far From Home                     | Dan Riba                | Dwayne McDuffie Paul Dini       | États-Unis : 15 avril 2006 sur Cartoon Network     |
|    |    |                                                        |                         |                                 |                                                    |
| 89 | 11 | Un amour de 8 000 ans Ancient History                  | Joaquim dos Santos (en) | Matt Wayne Geoff Johns          | États-Unis : 26 avril 2006 sur Cartoon Network     |
|    |    |                                                        |                         |                                 |                                                    |
| 90 | 12 | Résurrection Alive!                                    | Dan Riba                | Matt Wayne                      | États-Unis : 6 mai 2006 sur Cartoon Network        |
|    |    |                                                        |                         |                                 |                                                    |
| 91 | 13 | Le Destructeur Destroyer                               | Joaquim dos Santos (en) | Dwayne McDuffie                 | États-Unis : 13 mai 2006 sur Cartoon Network       |
|    |    |                                                        |                         |                                 |                                                    |